# George K. Arthur

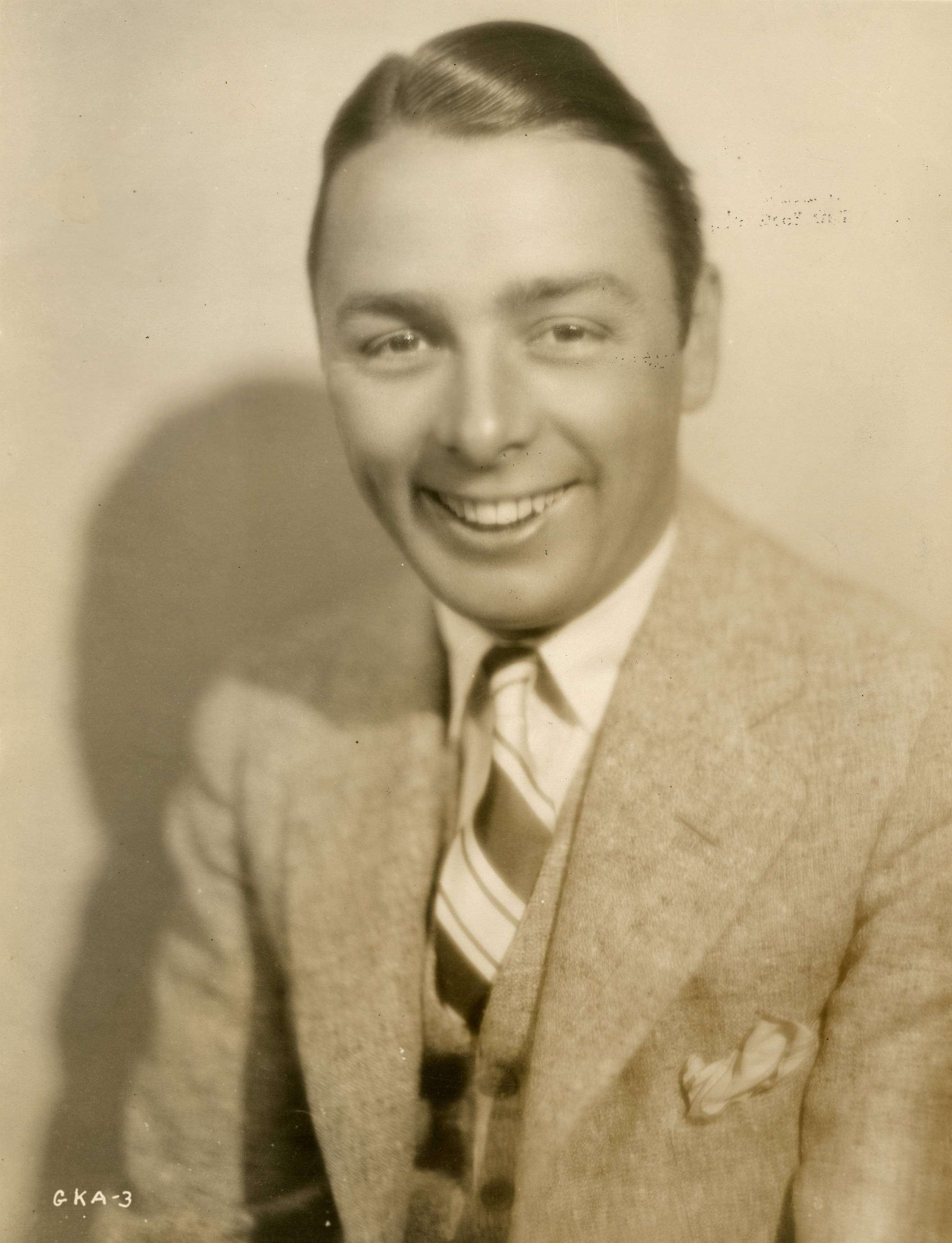
George K. Arthur (1926)

George K. Arthur (* 27. Januar 1899 in Littlehampton, Sussex als George Brest; † 30. Mai 1985 in New York City, New York) war ein britisch-amerikanischer Schauspieler, Komiker sowie Autor und Filmproduzent.

## Leben
George Arthur wurde als Sohn eines Handelsreisenden unter ärmlichen Verhältnissen geboren und übernahm schon als Kind kleinere Jobs wie als Zeitungsjunge. Obwohl noch minderjährig, nahm er schon am Ersten Weltkrieg teil. Erste Erfahrungen im Schauspielgeschäft sammelte Arthur mit Auftritten in Shakespeare-Stücken in seinem Heimatland England. Im Jahre 1921 bewarb er sich erfolgreich für die komödiantische Hauptrolle der Literaturverfilmung Kipps (1921) nach dem gleichnamigen Roman von H. G. Wells, vom US-amerikanischen Regisseur Harold M. Shaw in London gedreht. Anschließend machte Arthur den Sprung in die USA nach Hollywood, wo er auch durch Vermittlung seines Freundes Charlie Chaplin weitere Filmrollen erhielt. Arthur spezialisierte sich vor allem auf die komödiantische Darstellung junger Männer in Neben- und auch Hauptrollen. Er unterschrieb einen vielversprechenden Fünfjahresvertrag mit dem Filmproduzenten Pat Powers, doch musste Powers nur wenige Monate nach Unterzeichnung des Vertrages Konkurs anmelden. Daraufhin befand sich Arthurs Filmkarriere zwischenzeitlich in einer Krise.
Ein erfolgreiches Comeback schaffte Arthur 1925 mit der Hauptrolle im düsteren Drama The Salvation Hunters, bei dem ein junger Josef von Sternberg sein Regiedebüt gab. Dabei betätigte sich Arthur als auch Mitproduzent und Geldgeber von The Salvation Hunters, das als Independentfilm mit niedrigem Budget gedreht wurde. Arthur unterschrieb einen Studiovertrag mit MGM und es folgten anschließend größere Rollen in Filmen, wie dem mit viel Aufwand produzierten Bardelys the Magnificent mit John Gilbert oder neben Joan Crawford in The Boob von 1926 und Spring Fever, wo er 1927 an der Seite von William Haines auftrat. Ebenfalls wurde George K. Arthur in zahlreichen Filmen als Komikerduo mit dem Dänen Karl Dane gepaart. Mit Erscheinen des Tonfilmes Ende der 1920er-Jahre ließ Arthurs Erfolg nach, auch da das Komikerduo Dane/Arthur wegen Danes dänischem Akzent kaum noch Erfolge verbuchen konnte und sich schließlich auflösen musste. Fortan spielte Arthur meist Nebenrollen in B-Movies, etwa als Toby Crackit in der 1933er-Verfilmung von Charles Dickens’ Oliver Twist mit Dickie Moore in der Titelrolle. 1935 übernahm Arthur seinen letzten von insgesamt über 60 Filmauftritten in Vanessa: Her Love Story, der Verfilmung von Hugh Walpoles Novelle Vanessa mit Helen Hayes und Robert Montgomery in den Hauptrollen.
Die Versuche von Arthur, seine Showkarriere als Songwriter, Autor oder als Theaterproduzent fortzusetzen, hatten nur wenig Erfolg. Er betätigte sich stattdessen als Herausgeber eines Magazins über das New Yorker Theater sowie als Theaterkritiker einer Radiostation. Nach einem Einsatz im Zweiten Weltkrieg für die United States Air Force kehrte Arthur in den 1950er-Jahren wieder ins Filmgeschäft zurück: Er produzierte eine Reihe von erfolgreichen Kurzfilmen, von denen ihm Der Mantel nach Maß den Oscar als Bester Kurzfilm einbrachte. George K. Arthur verstarb 1985 in New York im Alter von 86 Jahren. Er war zweimal verheiratet.

## Filmografie (Auswahl)
Als Schauspieler
- 1921: Kipps
- 1922: The Wheels of Chance
- 1923: Hollywood
- 1925: Die Heilsjäger (The Salvation Hunters)
- 1925: Lights of Old Broadway
- 1925: Pretty Ladies
- 1925: Lady of the Night
- 1925: Die Zwillingsschwester (Her Sister from Paris)
- 1926: The Boob
- 1926: Galgenhochzeit (Bardelys the Magnificent)
- 1926: Kiki
- 1927: Spring Fever
- 1927: Tillie the Toiler
- 1927: Alt-Heidelberg (Old Heidelberg)
- 1928: Sherlock Holmes in tausend Nöten (Detectives)
- 1928: Es tut sich was in Hollywood (Show People) Cameo-Auftritt
- 1929: The Last of Mrs. Cheyney
- 1930: Venus auf Reisen (Chasing Rainbows)
- 1933: Ein Mann geht seinen Weg (Looking Forward)
- 1933: Oliver Twist
- 1934: Riptide
- 1935: Vanessa: Her Love Story

Als Produzent
- 1922: Love’s Influence
- 1952: The Stranger Left No Card
- 1953: A Prince for Cynthia
- 1955: On the Twelfth Day
- 1956: Der Mantel nach Maß (The Bespoke Overcoat)
- 1958: Glas
- 1959: Echo of an Era